# پپلیشته
پپلیشته (به بلغاری: Pepelishte) یک منطقهٔ مسکونی در بلغارستان است که در شهرستان کاردژالی واقع شده‌است.